# Caspar Klein
Caspar Klein (ur. 28 sierpnia 1865 w Elben, zm. 25 stycznia 1941) – niemiecki duchowny katolicki, pierwszy arcybiskup Paderborn.
Egzamin dojrzałości zdał w klasycznym gimnazjum Theodorianum w Paderborn. 21 marca 1890 przyjął święcenia kapłańskie i pracował jako duszpasterz w diecezji Paderborn. W kwietniu 1920 został wybrany przez kapitułę na biskupa Paderborn w miejsce odchodzącego na arcybiskupstwo Kolonii Karla Josepha Schulte (późniejszego kardynała); zatwierdzenie papieskie uzyskał 19 czerwca 1920, z jednoczesną nominacją na wikariusza apostolskiego Anhalt. Sakry biskupiej udzielił Kleinowi 1 sierpnia 1920 Karl Joseph Schulte.
Funkcję wikariusza Anhalt pełnił jedynie do marca 1921, kiedy wikariat ten został zniesiony. Na mocy konkordatu z Prusami z 1929 w sierpniu 1930 Paderborn podniesiono do rangi stolicy arcybiskupiej, Klein został tym samym pierwszym arcybiskupem. W 1936 przewodniczył uroczystościom jubileuszu 1100-lecia przeniesienia relikwii św. Liboriusza z Le Mans do Paderborn.
Na stolicy arcybiskupiej Paderborn został zastąpiony przez Lorenza Jägera.